# Felix Higl
Felix Higl (* 8. ledna 1997) je německý profesionální fotbalista, který hraje na pozici útočníka za klub SpVgg Greuther Fürth.

## Kariéra
Higl se narodil v Kolíně nad Rýnem a hrál mládežnický fotbal za Eintracht Freiburg, SC Freiburg a TSG Hoffenheim, než v roce 2014 přestoupil do Freiburger FC. Během sezony 2014/15 odehrál 1 seniorský zápas za Freiburger FC, když nastoupil jako náhradník při remíze 1:1 v Oberlize Baden-Württemberg proti SV Spielberg v březnu 2015. Sezónu 2015/16 strávil v dorostu 1. FC Heidenheim, než v létě 2016 přestoupil do Bahlinger SC, se kterým tříletou smlouvu. Po 10 gólech v 74 zápasech za Bahlinger podepsal v lednu 2019 smlouvu na dva a půl roku s klubem Regionalliga Südwest SSV Ulm. Během dvou a půl sezón v Ulmu vstřelil 27 gólů v 69 zápasech.
V červnu 2021 podepsal Higl dvouletou smlouvu s VfL Osnabrück ve 3. Lize.
Dne 24. června 2025 Higl podepsal dvouletou smlouvu s klubem 2. Bundesligy Greuther Fürth.

## Statistiky

### Klubové
Platí k zápasu hranému 28. března 2025.
| Klub              | Sezóna            | Liga                       | Liga   | Liga | Národní pohár | Národní pohár | Kontinentální | Kontinentální | Ostatní | Ostatní | Celkově | Celkově |
| Klub              | Sezóna            | Soutěž                     | Zápasy | Góly | Zápasy        | Góly          | Zápasy        | Góly          | Zápasy  | Góly    | Zápasy  | Góly    |
| ----------------- | ----------------- | -------------------------- | ------ | ---- | ------------- | ------------- | ------------- | ------------- | ------- | ------- | ------- | ------- |
| Freiburger FC     | 2014/15           | Oberliga Baden-Württemberg | 1      | 0    | 0             | 0             | —             | —             | —       | —       | 1       | 0       |
| Bahlinger SC      | 2016/17           | Oberliga Baden-Württemberg | 28     | 1    | 0             | 0             | —             | —             | 4       | 0       | 32      | 1       |
| Bahlinger SC      | 2017/18           | Oberliga Baden-Württemberg | 28     | 5    | 0             | 0             | —             | —             | 3       | 0       | 31      | 5       |
| Bahlinger SC      | 2018/19           | Oberliga Baden-Württemberg | 18     | 4    | 0             | 0             | —             | —             | 4       | 1       | 22      | 8       |
| Bahlinger SC      | Celkově           | Celkově                    | 74     | 10   | 0             | 0             | 0             | 0             | 11      | 1       | 85      | 11      |
| SSV Ulm           | 2018/19           | Regionalliga Südwest       | 10     | 9    | 0             | 0             | —             | —             | 3       | 2       | 13      | 11      |
| SSV Ulm           | 2019/20           | Regionalliga Südwest       | 20     | 5    | 1             | 0             | —             | —             | 5       | 5       | 26      | 10      |
| SSV Ulm           | 2020/21           | Regionalliga Südwest       | 39     | 13   | 2             | 1             | —             | —             | 4       | 8       | 45      | 22      |
| SSV Ulm           | Celkově           | Celkově                    | 69     | 27   | 3             | 1             | 0             | 0             | 12      | 15      | 84      | 43      |
| VfL Osnabrück     | 2021/22           | 3. Liga                    | 36     | 4    | 2             | 0             | —             | —             | 2       | 2       | 40      | 6       |
| VfL Osnabrück     | 2022/23           | 3. Liga                    | 27     | 2    | 0             | 0             | —             | —             | 2       | 0       | 29      | 2       |
| VfL Osnabrück     | Celkově           | Celkově                    | 63     | 6    | 2             | 0             | 0             | 0             | 4       | 2       | 69      | 8       |
| SSV Ulm           | 2023/24           | 3. Liga                    | 34     | 7    | 0             | 0             | —             | —             | 4       | 2       | 38      | 9       |
| SSV Ulm           | 2024/25           | 2. Bundesliga              | 23     | 4    | 1             | 0             | —             | —             | —       | —       | 24      | 4       |
| SSV Ulm           | Celkově           | Celkově                    | 57     | 11   | 1             | 0             | 0             | 0             | 4       | 2       | 62      | 13      |
| Celkově v kariéře | Celkově v kariéře | Celkově v kariéře          | 264    | 54   | 6             | 1             | 0             | 0             | 31      | 20      | 301     | 75      |

## Osobní život
Higl je synem bývalého bundesligového hráče Alfonse Higla.